# Elisabeth Flühmann

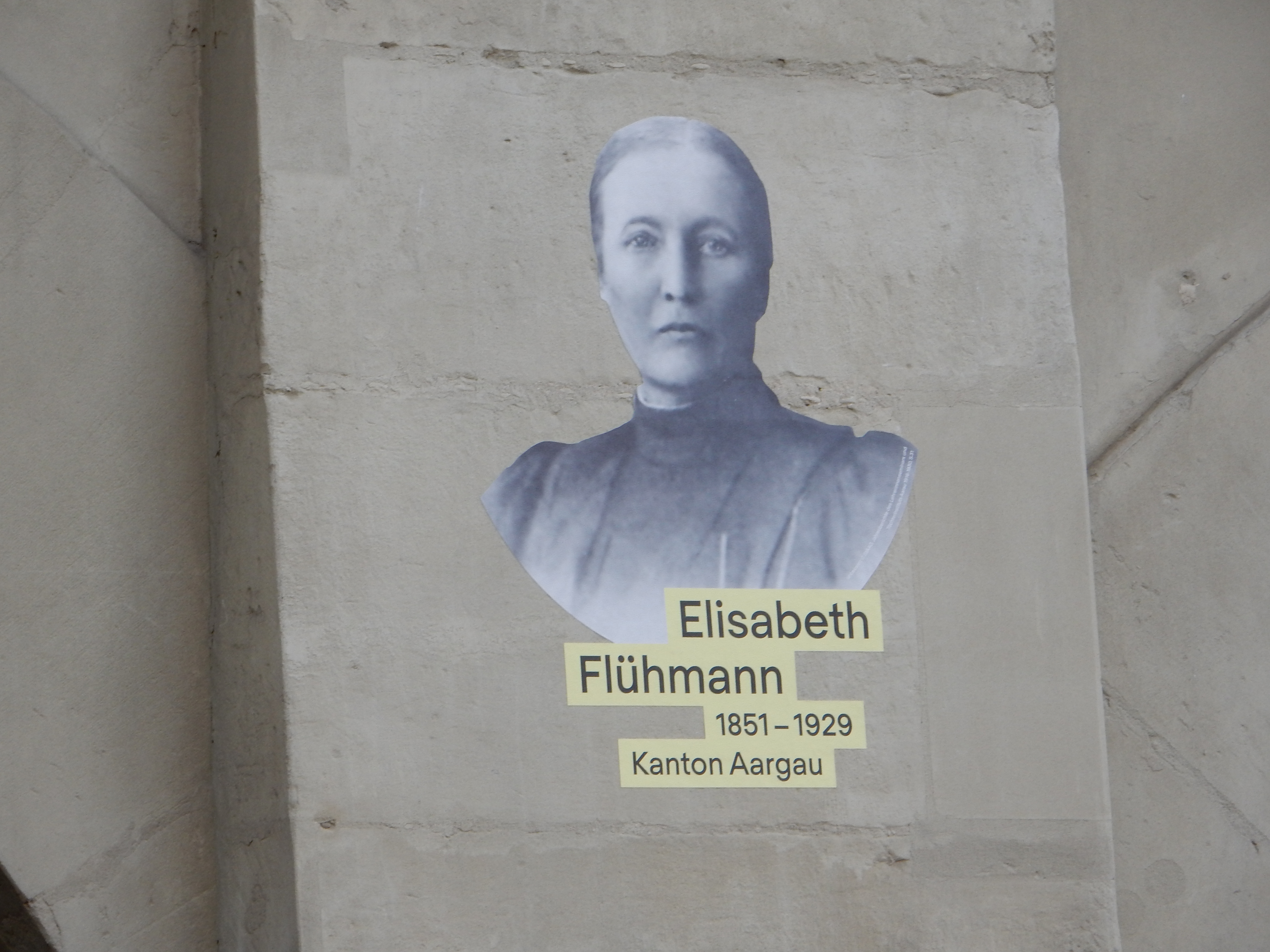
Elisabeth Flühmann (hommage2021.ch)

Elisabeth Flühmann (* 3. Januar 1851 im Schwandholz bei Krattigen; † 13. März 1929 in Aarau) war eine Schweizer Pädagogin und Frauenrechtlerin.

## Leben
Elisabeth Flühmann war das jüngste Kind der Margaritha und des Johannes Flühmann-Wyss, eines aus Saxeten zugezogenen Büchsenmachers. 1867 trat sie in die Höhere Mädchenschule in Bern ein, wo sie Schülerin von Josef Viktor Widmann war. Bereits 1870 schloss sie die Ausbildung als Lehrerin ab. Im gleichen Jahr wurde die 19-Jährige in Wengen angestellt, wo sie vier Jahre blieb. Im Wintersemester 1874/75 war sie an der philosophischen Fakultät der Universität Zürich immatrikuliert.
1877 wurde sie als Deutschlehrerin an das neu gegründete griechische Lehrerinnenseminar in Serres im osmanischen Makedonien berufen. 1880 erfolgte die Wahl ans Lehrerinnenseminar Aarau, die Vorläuferorganisation der heutigen Neuen Kantonsschule Aarau. Sie wurde für die Fächer Geschichte, Kirchengeschichte, Geographie, Turnen und Italienisch angestellt. 1888 spielte Flühmann bei der Gründung des Vereins Aargauischer Lehrerinnen eine zentrale Rolle; sie war auch Mitinitiantin des schweizerischen Lehrerinnenheims in Bern.
Nach der Pensionierung im Jahr 1915 intensivierte Flühmann ihr Engagement in der Frauenbewegung. Sie war eine der treibenden Kräfte in der aargauischen Frauenstimmrechtskampagne von 1919 (7000 Unterschriften). Sie verfasste Publikationen zum Frauenstimmrecht und rief den Verband für Frauenbildung und Frauenfragen ins Leben, aus dem 1921 die Aargauische Frauenzentrale als Zusammenschluss der im Kanton tätigen Frauenvereine hervorging.
Mit ihrer publizistischen Arbeit, ihrer Aktivität in zahlreichen Vereinen und vielen persönlichen Beziehungen (etwa mit Emma Pieczynska-Reichenbach, Pauline Chaponnière-Chaix und Helene von Mülinen) war Flühmann eine Schlüsselfigur der Schweizer Frauenbewegung. Schülerinnen von Elisabeth Flühmann waren Maja Winteler-Einstein, Mathilde Lejeune-Jehle, Sophie Haemmerli-Marti.
Flühmann blieb ledig; sie lebte in Aarau ab 1892 mit Clara Nadig aus Chur zusammen. Zwei Nichten der letzteren, darunter die gleichnamige Clara Nadig, die spätere Ehefrau des religiösen Sozialisten Leonhard Ragaz, besuchten ebenfalls das Lehrerinnenseminar Aarau.
Der Nachlass von Elisabeth Flühmann befindet sich im Staatsarchiv Aargau.

## Werke
- Ein Gang durch die Geschichte Europas seit dem Wienerkongress: eine Reihe von Vorträgen, gehalten 1915/16 in Aarau, Olten und Basel. Aarau: Sauerländer 1917.
- Von den Dingen, die zum Weltkrieg führten: Nach heutiger Kenntnis übersichtl. zusammengefasste Darstellung. Aarau: Sauerländer 1918.
- Zur Frauenstimmrechtsfrage: Vortrag in geschichtlicher Betrachtungsweise. Zürich: Orell Füssli 1919.